# Brooke Haven
Brooke Haven (ur. 25 listopada 1979 w Tempe) – amerykańska aktorka i reżyserka filmów pornograficznych.

## Życiorys
Urodziła się w Tempe w stanie Arizona. Wychowywała się w niewielkim miasteczku Sonora w stanie Kalifornia. W wieku 19 lat wyjechała do San Francisco, gdzie rozpoczęła pracę striptizerki w jednym z nocnych klubów. Pracowała przez trzy i pół roku w klubie Deja Vu, po czym przeprowadziła się do Phoenix w stanie Arizona.
Pojawiła się w programie Howarda Sterna Howard Stern on Demand (2006), a także w filmach: Bikini Chain Gang (2005), Hollywood Sex Wars (2011) i Blue Dream (2013).
W Phoenix poznała i zaprzyjaźniała się z gwiazdą filmów porno, Lexie Marie. Obie wystąpiły w sesji zdjęciowej do czasopisma Playtime, a wkrótce potem Brooke została zaproszona na konwencję Erotica LA w Los Angeles, gdzie poznała ludzi pracujących w przemyśle pornograficznym. Wraz z rozpoczęciem kariery aktorki porno przez Lexie Marie, Brooke zaczęła się interesować występami w branży pornograficznej, czego zwieńczeniem był jej debiut w filmie, który odbył się 12 października 2004 roku. W 2006 pracowała dla Kink.com w scenach BDSM z Sandrą Romain. 
Wystąpiła w ponad w 400 filmach, z czego w ponad 190 zaliczyła ważne role grając z najsławniejszymi gwiazdami porno. 
Spotykała się z aktorem porno Marcusem Londonem (2007), Dave’em Navarro (2009) i Vincentem Neilem (2010).

## Nagrody i nominacje
| Rok  | Nagroda         | Kategoria                                      | Film                      | Inni wykonawcy                                             | Rezultat  |
| ---- | --------------- | ---------------------------------------------- | ------------------------- | ---------------------------------------------------------- | --------- |
| 2006 | AVN Award       | Najlepsza scena seksu samych dziewczyn - wideo | Big Toys No Boys 3 (2005) | Taylor Kurtis, Missy Monroe i Taylor Rain                  | Nominacja |
| 2006 | AVN Award       | Najlepsza nowa gwiazdka                        | -                         | -                                                          | Nominacja |
| 2008 | F.A.M.E. Awards | Ulubiona niedoceniona gwiazda                  | -                         | -                                                          | Wygrana   |
| 2008 | AVN Award       | Najlepsza scena seksu grupowego                | The Craving (2007)        | Randy Spears, Kayla Carrera, Jessica Drake i Kimberly Kole | Nominacja |
| 2008 | AVN Award       | Najlepsza scena seksu samych dziewczyn         | Flasher (2006)            | Savanna Samson                                             | Nominacja |
| 2008 | AVN Award       | Najlepsza scena seksu grupowego                | Layout (2007)             | Hillary Scott, Briana Banks i Evan Stone                   | Nominacja |
| 2008 | AVN Award       | Najlepsza scena seksu triolizmu                | Taboo 22 (2006)           | Ava Rose i Van Damage                                      | Nominacja |
| 2008 | AVN Award       | Niedoceniona gwiazdka roku                     | -                         | -                                                          | Nominacja |
| 2008 | XRCO Award      | Niedoceniona syrena                            | -                         | -                                                          | Nominacja |
| 2009 | XBIZ Award      | Crossowerowa gwiazda roku                      | My Bare Lady (2006)       | Sunny Leone, Casey Parker i Veronica Rayne                 | Nominacja |
| 2009 | AVN Award       | Crossowerowa gwiazda roku                      | My Bare Lady (2006)       | Sunny Leone, Casey Parker i Veronica Rayne                 | Nominacja |